# Hatukajevci
Hatukajevci (Hatukajci; хатукаевцы, Хаттукайцы), jedno od adigejskih plemena koji se ponekad navode kao podgrupa Temirgojevaca. Susjedi su im bili Bžeduhi na zapadu, Abadzehi na jugu i Temirgojevci na istoku. Hatukajevci su bili ratoborno pleme koje je živjelo u planinama između dolina rijeka Belaja i Pšiš (Пшиш), i ratovalo protiv drugih čerkeških plemena i Krimskih Tatara koji su ih nazivali imenom Adali.